# 마이 리틀 포니: 더 무비
《마이 리틀 포니: 더 무비》(My Little Pony: The Movie)는 미국과 캐나다에서 제작된 제이슨 티슨 감독의 2017년 애니메이션, 모험, 코미디, 가족, 판타지, 뮤지컬 영화이다. 에밀리 블런트 등이 주연으로 출연하였고 헤븐 알렉산더 등이 제작에 참여하였다.
이 영화는 올스파크 픽처스와 DHX 미디어에 의해 제작되었으며 툰 붐 하모니로 만든 전통적인 애니메이션을 사용하였다. 2017년 9월 24일 뉴욕시에서 초연되었으며 북아메리카에서는 2017년 10월 6일 라이온스게이트를 통해, 캐나다에서는 엔터테인먼트 원 필름스를 통해 개봉되었다. 대민한국판은 2018년 5월 17일 개봉했다.

## 줄거리
트와일라잇 스파클은 캔틀롯에서 벌어지는 축제를 직접 챙기고 있었는데, 갑자기 템페스트 섀도가 폭풍을 몰고 나타나서 셀레스티아 공주와 루나 공주, 그리고 케이던스 공주를 돌로 굳히고 마법도 빼간다. 이퀘스트리아가 중대한 위기에 빠진 상황에서, 트와일라잇 스파클은 친구인 래리티, 레인보우 대시, 애플잭, 플러터샤이, 핑키 파이와 함께 여정에 나서게 된다.

## 등장 캐릭터
- 템페스트 쉐도우 (Tempest Shadow)

새로 등장한 악당. 뿔이 부러진 유니콘으로, 스톰 마왕의 충실한 부하다. 원래 이름은 피즐팝 베리트위스트(Fizzlepop Berrytwist)인데, 어릴 적에 괴물의 공격으로 뿔이 부러져 마법을 제대로 부릴 수 없게 되어, 이를 두고 다른 이들한테 자주 무시를 받은 결과 흑화되었다. 스톰 마왕이 '자신의 계획을 도우면 뿔을 새로 달아주겠다'고 조건을 제시해 수하로 일했으나, 힘을 얻은 스톰 마왕에게 배신당한다. 결말부에서는 개과천선해서 캔털롯의 축제를 같이 돕는다.
- 그러버 (Grubber)

스톰 마왕의 부하 2. 간부지만, 실없는 소리와 행동으로 스톰 군단에게 별 도움은 안된다.
- 스톰 마왕 (Storm King)

온 세상을 폭풍으로 뒤덮어 지배하려는 악당. 매우 자만하고, 부하들을 고압적인 태도로 지휘한다.
- 노보 여왕 (Queen Novo)

히포그리프 종족의 여왕이다.
- 스카이스타 공주 (Princess Skystar)

노보 여왕의 딸. 나이가 어린지 철이 없고 자유분방하다.
- 캐퍼 (Capper)

클러지타운의 주민. 능글맞고 음흉한 속내를 가진 고양이 수인이다.
- 셀라에노 선장 (Captain Celaeno)

스톰 군단의 물자를 조달하는 비행정의 선장. 과거에는 해적이었다.
- 송버드 세레나데 (Songbird Serenade)

이퀘스트리아에서 잘나가는 팝 가수. 캔털롯에 공연하러 왔다가 스톰 마왕의 침공에 봉변을 당한다.

## 캐스팅
| 배역              | 영어                | 한국어 |
| ----------------- | ------------------- | ------ |
| 트와일라잇 스파클 | 타라 스트롱         | 박지윤 |
| 핑키 파이         | 앤드리아 리브먼     | 김현지 |
| 레인보우 대쉬     | 애슐리 볼           | 조현정 |
| 애플잭            | 애슐리 볼           | 김율   |
| 래리티            | 태비사 세인트저메인 | 여민정 |
| 플러터샤이        | 앤드리아 리브먼     | 이지영 |
| 스파이크          | 캐시 웨슬럭         | 임윤선 |
| 셀레스티아 공주   | 니콜 올리버         | 양정화 |
| 루나 공주         | 태비사 세인트저메인 | 정유미 |
| 템페스트 쉐도우   | 에밀리 블런트       | 전해리 |
| 그러버            | 마이클 페냐         | 심규혁 |
| 스톰 마왕         | 리에브 슈라이버     | 최석필 |
| 캐퍼              | 타이 디그스         | 홍진욱 |
| 노보 여왕         | 우조 아두바         | 없음   |
| 스카이스타 공주   | 크리스틴 체노웨스   | 정혜원 |
| 셀라에노 선장     | 조 샐다나           | 양정화 |
| 송버드 세레나데   | 시아 펄러           | 없음   |